# Toom Markt

Логотип Toom Markt

Гіпермаркет toom Markt (Гамбург)

toom Markt — німецька мережа гіпермаркетів заснована Rewe Group у місті Кельн. Назва «toom» була вигадана у кінці 1960 років рекламною агенцією у місті Франкфурт-на-Майні.  Першу торгову залу було відкрито 10 червня 1970 року.
Зараз toom Markt має річний обсяг продажів у розмірі 1,7 млрд. євро. Такий обіг коштів забезпечується широким вибором товарів до 45000 найменувань. У цій торговій мережі працює 10550 працівників. 